# Бархатово (Вологодская область)
Бархатово — деревня в Кирилловском районе Вологодской области.
Входит в состав Чарозерского сельского поселения, с точки зрения административно-территориального деления — в Печенгский сельсовет.
Расстояние до районного центра Кириллова по автодороге — 112,9 км, до центра муниципального образования Чарозера по прямой — 21 км. Ближайшие населённые пункты — Козлово, Шухтино, Мережино, Русино, Ефремовская, Левково, Королево, Степачево, Воронино, Васюково, Семеновская.
По переписи 2002 года население — 11 человек.